# Пост 4 км (зупинний пункт, Харківський район)
Пост 4 кіломе́тр — залізничний пасажирський зупинний пункт Харківської дирекції Південної залізниці.
Розташований на півдні міста Мерефа (у місці відгалуження на Лозову/Красноград), Харківський район, Харківської області на лінії Мерефа — Зміїв між станціями Мож (4 км) та Мерефа (4 км).
Станом на травень 2019 року щодоби дві пари приміських електропоїздів здійснюють перевезення за маршрутом Зміїв — Харків-Пасажирський.